# 弗里德姆普萊恩斯 (紐約州)
弗里德姆普萊恩斯（英語：Freedom Plains）是位於美國紐約州達奇斯縣的普查規定居民點。

## 人口
根據2020年美國人口普查的數據，弗里德姆普萊恩斯的面積為3.36平方千米，當中陸地面積為3.34平方千米，而水域面積為0.11平方千米。當地共有人口438人，而人口密度為每平方千米130.36人。